# Ponyo – Das große Abenteuer am Meer
Ponyo – Das große Abenteuer am Meer (jap. 崖の上のポニョ, Gake no Ue no Ponyo, dt. „Ponyo auf der Klippe“), auch bekannt als Ponyo das verzauberte Goldfischmädchen, ist ein Anime-Film aus dem Jahr 2008. Er entstand im Studio Ghibli unter der Regie Hayao Miyazakis.

## Inhalt
Ein Goldfischmädchen wird von seinem Vater, dem Magier Fujimoto, unter Wasser gefangen gehalten. Doch es flieht aus seinem Heim und strandet an der Küste. Dort trifft es den Jungen Sōsuke, der sie Ponyo nennt, und die beiden werden Freunde. Gemeinsam mit seiner Mutter Lisa fahren sie in die Kindertagesstätte, Lisa arbeitet im Altersheim nebenan. Als Sōsuke heimlich zum Wasser geht, holt Ponyos Vater sie wieder zurück. Sōsuke, über den Verlust Ponyos verzweifelt, geht daraufhin zu seiner Mutter, die ihn zu trösten versucht.
Doch Ponyo will wieder zu Sōsuke und ein Mensch werden. Weil ihr Vater sie nicht davon abbringen kann, ruft er ihre Mutter, die Meeresgöttin Granmammare. Währenddessen kann Ponyo mit Hilfe ihrer Schwestern fliehen und nutzt die Magie ihres Vaters, um ein Mensch zu werden. Doch dadurch gerät die Welt aus dem Gleichgewicht und es kommt zu immer stärkeren Katastrophen. Als ein Sturm aufzieht, sind Lisa, Sōsuke und Ponyo gemeinsam in Sōsukes Haus. Doch muss Lisa in das Altenheim und nach den Menschen dort sehen, währenddessen werden weite Teile der Insel überschwemmt.
Als Granmammare Fujimoto erreicht, gerät bereits der Mond aus seiner Bahn und Satelliten stürzen ab. Sie erklärt ihm, dass Ponyo ein Mensch bleiben könne, wenn sie auf Magie verzichten und dadurch die Weltordnung wiederhergestellt werden würde. Währenddessen brechen Ponyo und Sōsuke, mit Hilfe Ponyos Magie, auf, um Lisa im Sturm zu helfen. Doch in der Überschwemmung nimmt Ponyo wieder ihre Fischform an und beide werden von Fujimoto ins Altenheim gebracht. Dort stellt Granmammare Sōsuke die Frage, ob er Ponyo auch lieben würde, wenn sie ein Fisch oder eine Meerjungfrau wäre. Als er versichert, dass er Ponyo in jeder Form lieben wird, kann sie wieder ihre menschliche Form annehmen. Um das Gleichgewicht der Welt wieder vollkommen herzustellen, verzichtet Ponyo auf ihre Magie. Ponyo lebt von nun an bei Lisa und Sōsuke. Und die Meeresgöttin Granmammare erklärt dem Zauberer Fujimoto, dass sie auf ihre Art und Weise glücklich werden muss.

## Produktion

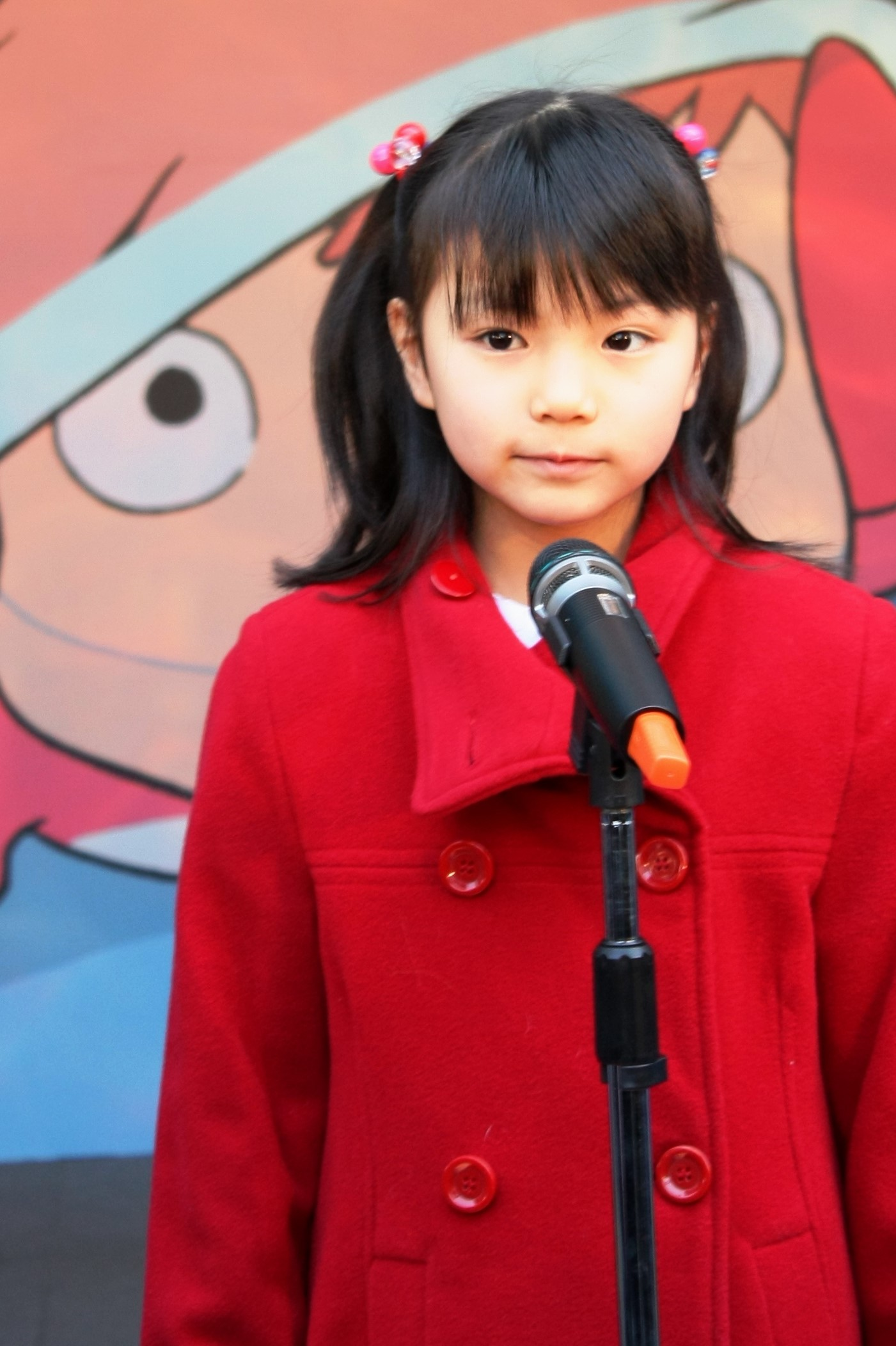
Nozomi Ōhashi mit Ponyo im Hintergrund im Jahr 2009

Ursprünglich hatte Hayao Miyazaki vor, Rieko Nakagawas Kinderbuch Iya Iya En (いやいやえん, dt. „die Nein-Nein-Tagesstätte“) zu verfilmen. In diesem geht es um eine Gruppe von Kindern einer Tagesstätte, die in ganz Japan Abenteuer erleben. 2001 wurden zwei Kapitel durch den Ghibli-Kurzfilm Kujira-tori (くじらとり, dt. „Waljagd“) umgesetzt. Regisseur und Drehbuchautor Hayao Miyazaki wollte nun erneut einen auf Iya Iya En basierenden Film schaffen. Nach einem Betriebsurlaub der Studios in Tomonoura an der Küstenregion Seto-Inlandsee war Miyazaki von dieser Region begeistert, sodass er zwei weitere Monate blieb. Nach seinem Aufenthalt dort wollte er den Film Gake no Shita no Iya Iya En nennen, da sein Haus auf einem Kliff (gake no ue) war. Er beschloss auch, zunächst eine Kindertagesstätte für die Kinder seiner Mitarbeiter einzurichten, bevor er einen Film über eine Kindertagesstätte produzieren wollte.
Zur Handlung hinzu kamen dann Einflüsse von Die kleine Meerjungfrau, unter Abstreifung der christlichen Färbung, und die Legende um Urashima Tarō, in dem ein junger Fischer eine kleine Schildkröte rettet, die sich als Tochter des Meeresherrschers herausstellt. Es flossen aber auch Elemente von Richard Wagners Oper Die Walküre mit ein, nicht nur musikalisch, sondern auch Ponyos wahrer Name ist Brünnhilde. Die Figur Sōsuke basiert auf Miyazakis Sohn Gorō, der Name entstammt von Natsume Sōsekis Roman Mon, dessen Gesamtwerk Hayao Miyazaki nach Das wandelnde Schloss las.
Mit den Arbeiten am Film wurde im Oktober 2006 begonnen. Die Animation wurde nur mit Cels ausgeführt, das heißt mit handgezeichneten Einzelbildern, ohne Computeranimation (Die Szenen der ersten zwölf Sekunden zeigen viele Wassertiere. Für sie allein wurden 1613 Seiten an Sketchs benötigt. Für die Details benötigte man 170.000 Einzelbilder). Die Handzeichnungen wurden damit begründet, dass die handgezeichneten Bilder ausdrucksstärker seien und die Computeranimation zu schnell veralte und teilweise unnatürlich wirke.
Als Produzent des Films fungierte Toshio Suzuki. Die künstlerische Leitung hatte Noboru Yoshida inne. Die Musik des Films komponierte Joe Hisaishi. Der Abspanntitel Gake no Ue no Ponyo stammt von dem Gesangsduo Fujioka-Fujimaki und dem Kinderstar Nozomi Ōhashi. Im Abspann werden alle Beteiligten ohne ihre Funktion und in alphabetischer Reihenfolge genannt, um alle gleichermaßen zu ehren und niemanden hervorzuheben.

## Veröffentlichungen und Erfolg
Der Film wird in Japan von Tōhō vertrieben und kam am 19. Juli 2008 in die japanischen Kinos. Er wurde in 481 Kinos gezeigt, ein Rekord in Japan. In Japan spielte der Film bis August 2008 bereits über zehn Mrd. Yen ein und im gesamten Jahr 2008 15,5 Mrd. Yen. Auch erreichte der Film in Japan eine große Popularität, wie schon Miyazakis Mein Nachbar Totoro und Chihiros Reise ins Zauberland. Dennoch war der Erfolg nicht so groß wie erwartet: Berichten nach waren nicht alle Kinosäle gefüllt, im Gegensatz zu den früheren Filmen des Studios. Der für Ghibli zunächst geringe Erfolg wird auch durch die gleichzeitig gezeigten Filme zu Pokémon und Hana Yori Dango erklärt. Es sollte fünf Jahre dauern bis mit Wie der Wind sich hebt – ebenfalls von Hayao Miyazaki – ein japanischer Film wieder die 10-Milliarden-Yen-Marke brach.
Der Film wurde ins Englische, Koreanische und Chinesische übersetzt. Er nahm an den Internationalen Filmfestspielen von Venedig 2008 im Wettbewerb teil und galt dort unter Kritikern als Favorit auf den Goldenen Löwen, erhielt aber schließlich keine Auszeichnung. Im Rahmen des Trickfilmfestivals Stuttgart erhielt dieser Film die Auszeichnung im Bereich AniMovie zum Besten Animationsfilm. In den USA startete der Film am 14. August 2009. Zu den Sprechern der amerikanischen Synchronfassung zählen Tina Fey, Noah Cyrus als Ponyo, Liam Neeson, Matt Damon und Cate Blanchett; Synchronregie führte John Lasseter. Er lief in 927 Kinos und spielte 15 Millionen US-Dollar ein, womit er seiner Zeit der fünft-erfolgreichste japanische Film in den USA wurde.
Der Film kam am 16. September 2010 unter dem Titel Ponyo – Das große Abenteuer am Meer in die deutschen Kinos, vertrieben wird er von Universum Film. Die Veröffentlichung war zunächst für 2009 durch Constantin Film unter dem Titel Ponyo das verzauberte Goldfischmädchen geplant. Am 18. März 2011 erschien der Film beim Label Universum Anime auf DVD und Blu-ray.
In Japan erschien im August 2008 ein Artbook zum Film mit dem Titel Gake no ue no Ponyo – Artbook: The Art of Ponyo on a Cliff.

## Synchronisation
Der Film wurde bei der PPA Film in München synchronisiert. Pierre Peters-Arnolds schrieb das Dialogbuch und führte die Dialogregie.
| Rolle           | Japanischer Sprecher (Seiyū) | Deutscher Sprecher | Englischer Sprecher |
| --------------- | ---------------------------- | ------------------ | ------------------- |
| Brunhilde/Ponyo | Yuria Nara                   | Alina Freund       | Noah Cyrus          |
| Sōsuke          | Hiroki Doi                   | Nick Romeo Reimann | Frankie Jonas       |
| Toki            | Kazuko Yoshiyuki             | Eva-Maria Lahl     | Lily Tomlin         |
| Fujimoto        | George Tokoro                | Christian Tramitz  | Liam Neeson         |
| Kōichi          | Kazushige Nagashima          | Claus-Peter Damitz | Matt Damon          |
| Yoshie          | Tomoko Naraoka               | Uschi Wolff        | Betty White         |
| Lisa            | Tomoko Yamaguchi             | Anja Kling         | Tina Fey            |
| Granmanmare     | Yūki Amami                   | Solveig Duda       | Cate Blanchett      |

## Rezeption

### Japan
Von japanischen Kritikern wurde bemängelt, dass die Handlung zu stark dramatisiert sei und zu viele verschiedene Elemente enthalte. Laut einigen Kritikern läute der Film das Ende der erfolgreichen Ghibli-Filme ein. Dennoch wurde die Verwendung von handgezeichneten Bildern gelobt, wie auch die für Ghibli neue, wasserfarbenartige Colorierung. Die Handlung sei fantasievoll und dabei noch leichter als bei Mein Nachbar Totoro, bilde damit auch einen Gegensatz zu den zuletzt düsterer gewordenen Filmen Hayao Miyazakis. Mit Ponyo kehre Miyazaki zu den Kinderfilmen zurück.

### International
Von westlichen Kritikern werden als Themen des Films vor allem Familie, Beziehung Mutter-Kind, Angst der Kinder vor Verlusten, Trennungen und der Sterblichkeit sowie die Umweltverschmutzung genannt. Der Film sei besonders für Kinder gemacht, für die sei die Identifikation perfekt, aber auch ältere Zuschauer kämen auf ihre Kosten. Die Gefühle von Kindern würden ohne Sentimentalität und kitschige Musik dargestellt. Die Handlung werde Disney-artig mit einem Happy End abgeschlossen. Gelobt wird außerdem die „Schönheit von einfachen Konturen und Pastelltönen“, „wundervolle handgezeichnete Bilder“ und Figuren, die ihrem Charakter entsprechend gestaltet seien sowie deren „entwaffnende Niedlichkeit“.

### Deutschsprachiger Raum
Andreas Platthaus schreibt von einem relativ geringen Erfolg des Films auch in Japan, da dieser erstmals eine „Erzählhaltung einnimmt, die sich ausschließlich am kindlichen Publikum orientiert“. Dabei zeige der Film, dass Miyazakis Hoffnung auf eine bessere Welt allein auf den Kindern ruht. Trotz einzelner unheimlicher oder erwachsener Details blieben wegen der kindlichen Protagonisten die Dialoge aber schlicht und mit einfachen Personenkonstellationen. In der Animation der Figuren hinke das Studio Ghibli dem Standard hinterher, auch wenn die handgezeichneten Hintergründe unerreicht blieben. Für Platthaus zeige der Film, dass das Studio Ghibli seit den 1990er-Jahren nichts Neues mehr entwickelt hat und Miyazaki mehr und mehr in den Hintergrund trete.
Für Susanne Ostwald von der Neuen Zürcher Zeitung zeigt Ponyo Miyazaki auf „der Höhe seiner Kunst“. Der Film biete eine „zauberhafte Bildsprache“ mit „visueller Virtuosität, berückender Schönheit, ausgelassenem Humor und tiefer Menschlichkeit“. Die Welt schreibt über den Film als den ersten Höhepunkt der Filmfestspiele von Venedig. Miyazaki fasse problematische Themen wie „Umweltverschmutzung, Ökokatastrophe und Tsunami-Traumata wie selbstverständlich an“ und enthebe „den Trickfilm damit einmal mehr seinem scheinbar angestammten Kinder-Genre“. Auch der österreichische Standard hebt diese Themen hervor, die hinreißend und glaubhaft transportiert würden.
Das Lexikon des internationalen Films sieht Ponyo als „[f]reie Adaption“ von Hans Christian Andersens Die kleine Meerjungfrau und es geht ebenfalls auf die Schlichtheit der Animation ein. Es resümiert allerdings auch, dass es sich dabei um einen Film handelt, „dessen fantasievolle Gestaltung umso nachdrücklicher ein Leben im Einklang mit der Natur und die Achtung vor der Schöpfung anmahnt.“